# Prinserne i Tower
"Prinserne i Tower" er en ofte anvendt betegnelse for Edvard 5. af England og Richard af Shrewsbury, hertug af York. De to brødre var eneste overlevende sønner af Edvard 4. af England og Elizabeth Woodville ved deres faders død i 1483. Da prinserne var henholdsvis 12 og 9 år gamle blev de anbragt i Tower of London af deres onkel, rigsforstanderen Richard, hertug af Gloucester. Dette var et led i forberedelsen til Edvards forestående kroning. Richard tog i stedet kronen selv, og drengene forsvandt.
Det er uvist, hvad der skete med drengene efter de forsvandt i Tower of London. Det er i almindelighed formodet at de blev myrdet. Bag mordet på prinserne anses det mest sandsynlig at Richard 3. stod for at sikre sin trone. Deres død kan have fundet sted på et tidspunkt i 1483, men bortset fra deres forsvinden, er resten baseret baseret på indicier. Derfor er blevet fremsagt flere forskellige teorier om prinsernes skæbne, bl.a. at de blev myrdet på ordre fra Henry Stafford, 2. hertug af Buckingham eller Henrik 7. af England. Det er også blevet foreslået at den ene eller begge prinser kan være flygtet. I 1487 dukkede Lambert Simnel op, og hævdede at han først var Richard, hertug af York, derefter Edvard Plantagenet, 17. jarl af Warwick, nevø af Edvard 4. Fra 1491 og frem til sin tilfangetagelse i 1497 hævdede Perkin Warbeck at være Richard, hertug af York, som antageligt var flygtet til Flandern. Warbecks krav på tronen blev støttet af flere samtidige, bl.a. fasteren til de forsvundne prinser, Margaret af York.
I 1674 gravede arbejdere to trækasser op i Tower of London, som indeholdt to små menneskeskeletter. Knoglerne blev fundet i en kasse under trappen i Tower of London. Knoglerne blev bredt accepteret som tilhørende prinserne, men dette er aldrig blevet bevist og derfor langt fra sikkert. Karl 2. lod knoglerne begrave i Westminster Abbey, hvor de har været lige siden.

## Baggrund
Den 9. april 1483 døde Edvard 4. blot 40 år gammel uventet efter en tre uger lang sygdom. På dette tidspunkgt befandt Edvards søn, den nye konge Edvard 5. sig på Ludlow Castle, mens den døde konges bror Richard, hertug af Gloucester, befandt sig på Middleham Castle i Yorkshire. Nyheden om kongens død nåede Richard omkring den 15. april, men han kan være blevet forvarslet om Edvards sygdom.. Det er berettet, at han tog hen til York Minster for offentligt at "love sin troskab til den nye konge". Croyland Chronicle fortæller, at Edvard 4. før sin død havde udpeget sin bror Richard til rigsforstander. Edvards begæring kan have været ligegyldig, da "fortilfældet med Henrik 5. havde vist, at gehejmrerådet (Privy Council) ikke var bundet til at følge den afdøde konges ønsker".
Edvard 5. og Richard drog afsted mod London fra henholdvis vest og nord og mødte hinanden nær Stony Stratford den 29. april. Den følgende morgen arresterede Richard Edvards følge, deriblandt drengenes onkel Antony Woodville, 2. jarl Rivers og deres halvbror Sir Richard Grey.  De blev ført til Pontefract Castle i Yorkshire, hvor de den 25. juni blev halshugget. Richard tog nu kongen i sin egen besiddelse, hvilket fik Elizabeth Woodville til at tage sin anden søn Richard af Shrewsbury, hertug af York og sine døtre til at søge asyl i Westminister Abbey.
Edvard 5. og Richard ankom til London sammen. Forberedelserne fortsatte til Edvards kroning, som var blevet udsat fra den 4. maj til den 25. juni. Den 19. maj 1483 blev Edvard anbragt i Tower of London, den traditionelle residens for monarkerne før deres kroning. Den 16. juni fik han selskab af sin lillebror Richard af Shrewsbury, der indtil da havde været i asyl. På dette tidspunkt var Edvards kroning blevet udsat på ubestemt tid af deres onkel Richard. Søndag den 22. juni blev det prædiket fra Saint Paul's Cathedral, at Richard var den eneste legitime arving til Huset York. Den 25. juni bad "en gruppe af lensherrer, riddere og herrer" Richard om at tage tronen. Begge prinser blev efterfølgende erklæret illegitime af parlamentet, og dette blev bekræftet i 1484 ved loven Titulus Regius. Denne lov slog fast, at ægteskabet mellem Edvard 4. og Elizabeth Woodville var ugyldigt på grund af Edvards tidligere løfte om at indgå ægteskab med Lady Eleanor Butler.  Den 3. juli blev Richard kronet som kong Richard 3. af England.  Erklæringen af prinsernes illegitimet er blevet beskrevet af Rosemary Horrox som en tilbagevirkende retfærdiggørelse af Richards tronbestigelse.

## Forsvinding
Dominic Mancini, en italiensk munk, der besøgte England i 1480'erne og som var i London i foråret og sommeren 1483, beretter at efter Richards 3. tronbestigelse, var Edvard og hans yngre bror Richard blevet flyttet ind i "Towers indre gemakker" og blevet set sjældnere og sjældnere indtil de var aldeles forsvundet. Mancini beretter, at i denne periode blev Edvard regelmæssigt besøgt af en læge, der fortalte, at Edvard "som et offer klar til ofring søgte tilgivelse for sine synder med daglige bekendelser og bodsøvelser, fordi han troede at døden var ham nær". Den latinske reference til "Argentinus medicus", var originalt blevet oversat til en "doktor fra Strasbourg". D.E. Rhodes mener derimod, at faktisk kan referere til "doktor Argentine", som Rhodes identificerer som John Argentine, en engelsk læge, der senere tjente som rektor på King's College, Cambridge og som læge for Arthur Tudor, ældste søn af Henrik 7.
Der er beretninger om, at de to prinser blev set lege i Towers have kort efter at Richard havde sluttet sig til sin bror, men der er ingen, der har registreret at have set nogen af dem efter sommeren 1483. Et forsøg på at befri dem i slutningen af juli mislykkedes. Deres skæbne er forblevet et varigt mysterium.
Mange historiker mener, at prinserne blev myrdet, nogle foreslår, at dette fandt sted mod slutningen af sommeren 1483. Maurice Keen hævder, at oprøret mod Richard i 1483 i starten "søgte at redde Edvard 5. og hans bror fra Tower of London før det var for sent", men at det, efter at Henry Stafford, 2. hertug af Buckingham blev involveret, blev ændret at støtte Henrik Tudor, fordi hertugen af Buckingham "helt sikkert vidste at prinserne i Tower var døde." Alison Weir foreslår den 3. september som en mulig dato. Weirs værk er dog blevet kritiseret for "at nå en konklusion, der mere er baseret på hendes egen fantasi, end på de usikre beviser, som hun så vildledende har fremført."
Sir Clement Markham hævder, at prinserne kan have været i live så sent som juli 1484 ved at opmærksomheden mod de regulativer, som blev udgivet ved Richard 3.'s husholdning, der fastslog: "at børnene skal være sammen ved en morgenmad". James Gairdner mener derimod, at det er uklart hvem ordene "børnene" er rettet mod, og at det ikke kan have været en reference til prinserne. Det kan referere til Edvard, jarl af Warwick (søn af Georg Plantagenet, 1. hertug af Clarence) og Edvards 4. to yngste døtre Catherine og Bridget, som alle befandt sig i Richards varetægt nær Sheriff Hutton.

## Beviser
Bortset fra deres forsvinden er der ingen direkte beviser for, at prinserne blev myrdet, og ligeledes "ingen pålidelige, velinformerede eller uvildige kilder" for de forbundne begivenheder. Der spredtes dog efter deres forsvinden meget hurtigt rygter, om at de var blevet myrdet. Der findes kun en samtidig fortællende beretning om drengenes tid i Tower: Dominc Mancinis beretning. Mancinis beretning blev først opdaget i 1934 på stadsbiblioteket i Lille. Senere beretninger, der blev skrevet efter Henrik Tudors magtovertagelse, regnes ofte for at være ensidighed og influereret af Tudor propagande.
Fire uidentificerede lig er blevet fundet, som bliver anset som muligt forbundne med denne tids begivenheder: to i Tower of London og to i Saint George's Chapel, Windsor Castle. Ligene fundne i Tower blev begravet i Westminister Abbey, men Abbbey'ens myndigheder nægter at tillade DNA-undersøgelse af begge lig for med sikkerhed at kunne identificere de jordiske rester som tilhørende prinserne.

### Rygter
Flere kilder hævder, at der var rygter om prinsernes død i tiden efter deres forsvinden. Mordrygterne spredte sig også til Frankrig. I januar 1484 bad Guillame de Rocherfort, Frankrigs kansler, indtrængende Stænderforsamlingen "at tage lære af" prinsernes skæbne, da deres egen konge Karl 8. kun var 13 år gammel. De tidlige beretninger fra, bl.a. Rochefort, Philippe de Comminnes (fransk politiker), Casper Weinreich (samtidig tysk krønikeskriver) og Jan Allertz (skriver fra Rotterdam), fastslår alle at Richard dræbte prinserne inden han tog tronen (dvs. inden juni 1483) De Comminies' Memoirs (ca. 1500) identificerer imidlertid hertugen af Buckingham, som den "der ombragte dem".
Kun Mancinis beretning er med sandhed samtidig, idet den blev skrevet i London inden november 1483. The Croyland Chronicle og de Commines' beretning blev skrevet henholdsvis tre og sytten år senere (dvs. efter Richard 3.'s død og Henrik 7.'s magtovertagelse). Markham, der skrev lang tid før at Mancinis beretning blev opdaget, kan have været bedt om eller voldsomt influeret af John Morton, ærkebiskop af Canterbury for at belaste Richard 3.

### Tidlige skribenter
Robert Fabyans  Chronicles of London, udarbejdet omtrent 30 år efter prinsernes forsvinden, nævner Richard som morderen.
Thomas More (en Tudor loyalist, opvokset i kardinal John Mortons hushold, en erklæret fjende til Richard 3.) skrev The History of King Richard III ca. 1513. Denne identificerede James Tyrrell som morderen på vegne af Richard 3. Tyrrel havde tjent Richard loyalt og skulle have inden sin henrettelse for forræderi i 1502 have indrømmet mordet på prinserne. I sin historie fortæller More, at prinserne blev kvalt til døde i deres senge af to af Tyrrels mænd (Miles Forrest og John Dighton) og at de derefter begravet for foden af en trappe, en meter dybt i jorden under en dynge af sten", men senere gravet op og genbegravet et hemmeligt sted.
Polydore Vergil angiver i sin Anglica Historia (ca. 1513) også Tyrrell som morderen og fastslår, at han "med sorg red til London" og begik gerningen modstrændende på Ricards ordre, og at Richard selv spredte rygerne om prinsernes død i den tro, at det ville modvirke oprør.
Holinshed's Chronicles, der blev skrevet i anden halvdel af det 16. århundrede, hævder at prinserne blev myrdet af Richard 3. Disse var en af hovedkilderne, som William Shakespeare brugte til sit skuespil Richard den Tredje, hvor Richard også portrætteres som prinsernes morder. A.J. Pollard meder at Holinshed's Chronicles' beretning reflekterer samtidens "standardiserede og accepterede beretning", men på det tidspunkt den blev skrevet "var propaganda blevet omdannet til historisk faktum."
Det skal også bemærkes, at Thomas More skrev sin beretning med intentionen om at skrive om en moralsk sag og ikke en nøje afspejlet historie. Mens Mores beretning virkelig er baseret på nogle førstehånds, så låner beretningen generelt fra andre kilder. Derudover er Mores beretning også en af inspirationskilderne til William Shakespeares skuespil Richard den Tredje, der ligeledes anklager Richard for mordet på de unge prinser.

### Fundne lig

#### Tower of London
I 1674 gravede nogle arbejdsmænd i forbindelse med ombygning af Tower of London en trækasse op, der indeholdt to små skeletter. Knoglerne blev fundet begravet 10 ft under en trappe, der ledte til kapellet i det Hvide Tårn i Tower of London. Det var ikke de første børneskeletter fundet inde i tårnet. Knoglerne fra to børn var tidligere blevet fundet "i et gammel kammer, der var blevet muret til, som Pollard ligeså godt mener kunne have tilhørt prinserne. Årsagen til at knoglerne blev tilskrevet prinserne var at placeringen delvist passede med hvad More havde beskrevet. More havde dog også fastslået at de senere var blevet flyttet til et "bedre sted",, som ikke passer med de fundne knogler. En anonym beretning fortæller, at de blev fundet "svøbt i stykker af pjalt og fløjl". Fløjlen kunne tyde på at ligene var af aristokratisk slægt. Fire år efter deres fund blev knoglerne anbragt i en urne og på Karl 2.'s ordre begravet i Westminister Abbey, i en mur i Henry VII Lady Chapel. Et monument, tegnet af Christopher Wren markerer hvilestedet for de formodede prinser.
Knoglerne blev fjernet og undersøgt i 1933 af Westminister Abbeys arkivar Lawrence Tanner, den ledende anatom, professor William Wright og præsidenten for Tandlægeforeningen George Northcroft. Ved at måle bestemte knogler og tænder konkluderede de, knoglerne tilhørte to børn, hvis alder stemte overens med de to prinser. Det viste sig at knoglerne var blevet begravet skødeløst sammen med knogler fra kyllinger og andre dyr. Der var også tre meget rustne søm. Det ene skelet var større end det andet, men mange knogler manglede, inklusiv dele af underkæbebenet og alle tænder fra det største skelet. Mange af knoglerne var tidligere blevet ødelagt af arbejdsmændene. Undersøgelsen er blevet kritiseret med baggrund i, at den blev gennemført med den antagelse, at knoglerne tilhørte prinserne, og at den kun var koncentreret på om knoglerne viste tegn på kvælning. Der blev altså ikke engang gjort forsøg på at bestemme, hvorvidt knoglerne tilhørte drenge eller piger.
Ingen yderligere videnskabelige undersøgelser er blevet gennemført på knoglerne, som stadig befinder sig i Westminister Abbey, og DNA analyser (hvis DNA kan udvindes) er blevet forsøgt. En onlineappel om at DNA teste knoglerne blev starte, men lukkede måneder før dens forventede udløbsdag. Hvis den havde modtaget 100.000 underskrifter ville den have udløst en parlamentsdebat. Pollard pointerer, at selv hvis moderne DNA og kulstofprøver beviste, at knoglerne tilhørte prinserne, ville det ikke hvem og hvad der dræbte dem.

#### St George's Chapel
I 1789 var arbejdsmænd i gang med reparere St George's Chapel i Windsor Castle, da de genfandt og ved et uheld brød ind i Edvard 4. og Elizabeth Woodvilles gravhvælving, hvor de fandt det der viste sig at være en lille tilstødende gravhvælvning. Denne gravhvælving viste sig at indeholde kister med to uidentificerede børn. Ingen undersøgelser blev dog udført og gravene blev lukket af igen. Gravene var påtegnet med navnene af to år Edvard 4.'s børn: George, 1. hertug af Bedford, der var død i en lader af to år, og Mary af York, der var død i en alder af 14 år. Begge var afgået for døden før kongen.
To blykister tydeligt forsynet med navnene George Plantagenet og Mary Plantagenet er imidlertid senere blevet fundet et andet sted i kappelet (under udgravningen for det kongelige gravhus for kong Georg 3. af Storbritannien under Wolsey gravhuset i 1810-13) og flyttet til Edvard 4.'s tilstødende gravhvælving, men på dette tidspunkt blev der ikke gjort nogle anstrengelser på at identificere de to blykister, der allerede befandt sig i Edvard 4.'s gravhvælving.
I slutningen af 1990'erne blev arbejde udført ved og omkring Edvard 4.'s grav i St George's Chapel. Gulvet blev udgravet for at erstatte en gammel kedel og for at tilføje et nyt opbevaringssted for de jordiske rester fra Windsors fremtidige provster og kannikker. En forespørgsel blev sendt til Windsors provst og kannikker om at overveje en mulig undersøgelse af de to uidentificerede blykister i graven, der også huser de to blykister med to af Edvard 4.'s børn, der blev fundet i forbindelsen med opførelsen af kong Georg 3.'s grav (1810-13) og på det tidspunktplaceret i den tilstødende gravhvælving. Monarkens samtykke ville også være nødvendt for at åbne enhver kongelig grav, så man fandt at det bedste var at lade det middelalderlige mysterium ligge i hvert fald i et par generationer.
Fundet i 2012 af Richard 3.'s lig under en parkeringsplads i Leicester har resulteret i genskabt interesse for at undersøge skeletterne fra de "to prinser", men Elizabeth 2. af Storbritannien har ikke givet den tilladelse, som er nødvendig til enhver undersøgelse af en begravet kongelig.

## Teorier
Manglen på tydelige beviser for hvad der skete med prinser har ledt til flere forskellige teorier. Den mest almindelige teori er, at de blev myrdet umiddelbart samtidig med at de forsvandt, og for historikere og forfattere, der støtter mordteorien, er den mest almindelige forklaring, at de blev myrdet af Richard 3.

### Richard 3.
Mange historikere har konkluderet, at Richard 3. med størst sandsynlighed stod bag prinsernes forsvinden ud fra en række årsager. Selvom prinserne var blevet fjernet fra arvefølgen, var Richards kontrol over kongeriget stadig meget usikkert på grund af den måde som han havde taget tronen på, hvilket kunne føre til en voldsom reaktion mod ham fra støtterne af Huset York. Et forsøg på at redde prinserne og genindsætte Edvard på tronen var allerede blevet forsøgt, og et tydeligt bevis på prinsernes eksistens ville forblive en trussel, så længe de levede. Drengene ville blive anvendt af Richards fjender, som ville gøre oprør i prinsernes navne. Rygter om deres død spredtes mod slutningen af 1483, men Richard gjorde aldrig et forsøg på at bevise deres eksistens ved at vise dem frem offentligt, hvilket tydede stærkt på at de var døde. Han forblev dog ikke tavs om sagen. Raphael Holinshed beretter i sin Chronicles of England, Scotland and Ireland, skrevet i 1577, at Richard "dels rensede sin skyld og erklærede sin uskyld i forhold til mordet på sine nevøer over for verdenen, og dels med prisen for at opnå kærlighed og gunst fra det fælles bånd." Richard valgte heller ikke at undersøge sagen, det kunne have været i hans interesse, hvis han ikke havde været ansvarlig for sine nevøers død.
Richard var væk fra hoffet på vej gennem det centrale York-område på tidspunktet for prinsernes forsvinden. Hvis de var døde på dette tidspunkt, ville han ikke selv kunne have myrdet dem. De var under bevogtning i Tower of London, som var kontrolleret af hans mænd, og adgang til dem var stærkt begrænset efter hans instrukser. Han kunne derfor have beordret en af sine mænd til at myrde dem på sine vegne, men der er usandsynligt at de kan være blevet myrdet uden hans viden. Denne version anvendes af Thomas More og Polydore Vergil, som begge nævner James Tyrrell som morderen. Tyrell var en engelsk ridder, som flere gange havde kæmpet for Huset York. Tyrrell blev arresteret af Henrik 7.'s styrker i 1502 for at have støttet en anden York tronprætendent. Kort inden sin henrettelse, skulle Tyrrell ifølge Thomas More have indrømmet under tortur at have myrdet prinserne på Richard 3.'s befaling. Tyrrells indrømmelse findes kun i Thomas Mores værk, og han skriver, at under forhøret indrømmede Tyrrell mordet og sagde, at Richard havde beordret prinserne døde. Han implicerede også to andre mænd, men på trods af yderligere forhør, var han dog ikke i stand til at fortælle, hvor ligene befandt, da han hævdede at Brackenbury havde flyttet dem. William Shakespeare portrætterer Tyrrell som gerningsmanden, som Richard havde opsøgt efter at Buckingham havde gjort indsigelser. Denne version af begivenhederne godtager Alison Weir, og Hicks bemærker, at Tyrrells karriere og hurtige forfremmelse efter 1483 er forenelig med hans angivelige mord på prinserne. Den eneste nedskrivning af Tyrrells tilståelse findes hos Thomas More, og "ingen virkelig tilståelse er nogensinde blevet fundet". Pollard betvivler nøjagtigeheden af Mores beretning og hævder at den var en "uddybning af en af flere beretninger i omløb". Han ser dog ikke bort fra muligheden for, at det "bare var Mores eget påfund", og fremhæver den klare lighed med historier som Børnene i Skoven (Babes in the Woods)". Clements Markham mener, at Mores beretning i virkeligheden blev skrevet af John Morton, ærkebiskop af Canterbury, og at Tyrrell blev forledt af Henrik 7. til gerningen mellem 16. juni og 16. juli, de datoer, hvor Tyrrell modtog to benådninger af kongen.
Richards skyld blev bredt accepteret af samtidige. George Cely, Dominic Mancini, John Rous, Fabyan's Chronicle, the Crowland Chronicle og the London Chronicle har alle noteret prinsernes forsvinde og alle på nær Mancini (der noterer, at han ingen viden havde om hvad der var sket) gentager rygterne om Richard som morderen. Guillame de Rochefort, Frankrigs kansler, nævner Richard som morderen overfor Stænderforsamlingen i Tours i januar 1484. Det viser sig også at være sådan som Elizabeth Woodville troede, og hun ville komme til at støtte Henrik Tudor i hans kamp mod Richard 3. Et muligt motiv for at Elizabeth senere forsonede sig med Richard og bragte sine døtre ud af asylet, kan være at Richard havde svoret en højtidelig ed foran vidner, at ville beskytte og sikre hendes overlevende børn, hvilket gjorde det meget mindre sandsynligt at de hurtigt ville blive myrdet, sådan som det mentes var sket med deres brødre.
I forening med dette samtidige syn på sagen, ser mange nutidige historikere inklusiv David Starkey, Michael Hicks, Helen Castor and A. J. Pollard Richard 3. selv som den mest sandsynlige gerningsmand. Der var ingen formel anklage rettet mod Richard for mordet. Den retsløshedslov (act of attainder) som Henrik 7. gav nævnte ikke specifikt prinserne i Tower, men anklagede Richard for "unaturlige, ondsindede og store edsbrud, forædderier, drab og mord, for at udgyde små børns blod, samt mange andre retsbrud, afskyelige forbrydelser og vederstykkeligheder rettet mod Gud og menneskeheden". "Udgydelsen af små børns blod" kan være en anklage om mordet på prinserne. Hicks spekulerer, om det var en reference til taler i parlamentet, som fordømte mordet på prinserne, og dette kunne tyde på at Richards skyldighed var blevet almindelig viden eller som minimum almindelig opfattelse.

### Henry Stafford, 2. hertug af Buckingham
Sandsynligheden for at Henry Stafford, 2. hertug af Buckingham, Richards højre hånd, skulle være en mistænkt er baseret på at prinserne allerede skulle være døde inden Buckingham blev henrettet i november 1483. Det er blevet fremført at Buckingham havde flere forskellige motiverer. Som efterkommer af Edvard 3. via Johan af Gent og Thomas af Woodstock på sin faders side, og ligeledes Johan af Gent via dennes søn John Beaufort på sin mors, kunne Buckingham have håbet på selv at bestige tronen når tiden var inde. Alternativt kunne han have handlet på vegne af en tredje part.
Nogle, navnlig Paul Murray Kendall, anser Buckingham som den mest sandsynlige mistænkte. Hans henrettelse, efter han havde gjort oprør mod Richard i oktober 1483, kan have tilkendegivet at han og kongen var blevet uvenner. Weir ser dette som et teng på at Richard havde myrdet prinserne uden Buckinghams viden, og at Buckingham var blevet chokeret over dette.  Et samtidigt portugisisk dokument foreslår Buckingham som den skyldige ved at fortælle "... og efter kong Edvards død i året 83, havde en af hans brødre, hertugen af Gloucester, som i sin varetægt havde prinsen af Wales og hertugen af York, de unge sønner af hans bror den bemeldte konge, overladt dem til hertugen af Buckingham, under hvis varetægt de bemeldte prinser blev sultet ihjel." Et dokument dateret et par årtier efter prinsernes forsvinden blev fundet i arkivet på College of Arms i London i 1980. Det fastslog at mordet "var en last for hertugen af Buckingham". Det har fået Michael Bennett til at foreslå at muligvis myrdede nogle af Richards prominente støtter Buckingham og Tyrrell prinserne på eget initiativ uden at vente på Richards ordre. Bennett bemærker i støtte til denne teorie: 'Efter kongens afrejse var Buckingham i realiteten i kontrol over hovedstaden, og det vides at da de to mænd mødtes en måned senere skændtes de voldsomt.'
Buckingham er den eneste person som er nævnt som ansvarlig i en samtidig krønike bortset fra Richard selv. Dog er der to årsager til at han usandsynligt kan have handlet på egen hånd. For det første, hvis han var skyldig i at have handlet uden Richards ordre er det meget overraskende, at Richard ikke lagde skylden for mordet på prinserne på Buckingham, efter at Buckingham var faldet i nåde og blevet henrettet, især da Richard potentielt kunne have frikendt sig selv på denne måde. For det andet er det sandsynligt, at han ville have haft brug for Richards hjælp for at få adgang til prinserne, som var under skarp bevogtning i Tower of London.  Dog argumenterer Kendall for, at Buckingham som Rigskonstabel af England kan have været undtaget fra denne regel.. Selvom det er meget muligt at han var indblandet i beslutningen om at myrde prinserne, er hypotesen om at handlede uden Richards viden derfor ikke bredt anerkendt blandt historikere. Mens Jeremy Potter hævder, at Richard ville have forblevet tavs, hvis Buckingham var skyldig fordi ingen ville have troet, at Richard ikke var en del af forbrydelsen, bemærker han videre, at 'historikere er enige i at Buckingham aldrig ville have turet at handle uden Richards meddelagtighed, eller i det mindste medviden. Potter har imidlertid også fremsat hypotesen om at måske havde Buckingham fantaseret om selv at tage tronen på dette tidspunkt og set mordet på prinserne som det første trin på at nå dette mål. På denne teori er Sharon Penmans historiske roman The Sunne in Splendour baseret.

### Henrik 7.
Henrik 7. henrettede efter tronbestigning en række af sine rivaler til kongekronen. En af dem han henrettede eller lod dø i fangenskab var Johan af Gloucester, en illegitim søn af Richard 3. Henrik befandt sig uden for landets grænser mellem prinsernes forsvinden og august 1485, og hans eneste mulighed for at myrde må have været efter hans magtovertagelse i 1485. Pollard nævner Henrik (og dem som handlede på hans ordre) som "det eneste plausible alternativ til Richard 3.""
Året efter han blev konge ægtede Henrik prinsernes ældste søster Elizabeth af York for at forstærke sit krav på tronen. For at undgå enhver tvivl om hendens legitimitet og krav som Edvard 4. arving, ophævede han inden ægteskabet Titulus Regius, der tidligere havde erklæret prinserne (og Elizabeth) illegitime. Markham hævder, at prinserne blev henrettet på Henriks ordre mellem den 16. juni og 16 juli 1483, da han påstår at der efter denne dato blev udsendt bekendtgørelser om, at Richard havde myrdet prinserne, og at prinsernes mor Elizabeth Woodville vidste at denne historien falsk, og derfor fik Henrik gjort hende tavs. Markham hævder, at dette var årsagen til Henriks beslutning i februar 1487 om at konfiskere al Elizabeths land og besiddelser, samt at indespærre hende på Bermondsey nonnekloster, "hvor hun døde seks år senere". Arlene Okerlund mener derimod, at hendes flytning til nonneklostret var hendes egen beslutning,  mens Michael Bennett og Timothy Elston ser flytningen som en forholdsregel, forårsaget af Lambert Simnells påstand om at være hendes søn Richard. Pollard kalder Markhams teori "højest spekulativ", og fastslår at der bag Henriks tavshed om prinserne med større sandsynlighed lå "politisk beregning og ikke personlig skyld". Henrik blev heller aldrig beskyldt for mordet af nogen samtidige, ikke engang af hans fjender, som han nok var blevet gjort, hvis samtidige havde set enhver mulighed for hans skyld. Jeremy skrev, mens han var formand for Richard III Society, at 'med Henrik såvel som med Richard er der ingen reelle beviser, og man må formode, at hvis han selv havde myrdet prinserne, ville han hurtigt have fremvist ligene og udtænkt en snedig passende historie, der implicerede Richard.' Derudover meddelte Raphael Holinshead i 1577, at Richard "rensede og erklærede sin uskyld" i "mordet på sine nevøer over for verden", hvilket indikerede at drengene virkelig havde mødt deres ende i løbet af Richards styre. Det er også usandsynligt, at prinserne fik lov til at leve i al hemmelighed af Richard i to år efter, at de sidst blev set, mens rygter om hans skyld i deres mord cirkulerede.

### Andre mistænkte
Nogle forfattere har også rettet anklager mod John Howard, 1. hertug af Norfolk, Margaret Beaufort (Henrik 7.'s mor) og Jane Shore (Edvard 4.'s elskerinde). Pollard skriver om disse anklager: "Ingen af dem er værd at betragte. Problemet med alle disse anklager er at de ignorerer spørgsmålet om adgangen til Tower of London uden Richards viden og overser, at Richard var ansvarlig for sine nevøers varetægt. Beaufort teorien er senest blevet støttet af Philippa Gregory og udforsket i hendes romaner om Rosekrigene og i hendes BBC dokumentar The Real White Queen an her Rivals, men den er ikke understøttet af nogle beviser, bortset fra et af spekulativ karakter om et muligt motiv."

### Andre påstande
Historikeren David Baldwin mener, at Henrik 7.'s fåmælthed om emnet kan skyldes, at mindst en af prinserne var i live. Han mener, at den med bedst chance for overlevelser ville være Richard, og at Edvard kan være død af en sygdom. Baldwin hævder, at det er "umuligt", at ingen ved hvad der skete med prinserne efter, at de var trådt ind i Tower of London.  Han tilføjer, at Richard 3., Henrik 7., ledende hoffolk og deres mødre alle vidste hvor børnene opholdt sig og hvordan de havde det. Baldwin mener, at havde dette været tilfældet, ville Henrik 7. have haft muligheden for at bevare hemmeligheden om at prins Richard havde overlevet eller have ham henrettet. Baldwin konkluderer, at "han (Henrik) ville have været glad for at lade folk tro, at drengene var blevet myrdet, men ikke for at spekulere over hvor eller af hvem."
Under Henrik 7.'s regeringstid hævdede to personer, at være Richard, hertug af York, som havde på en eller anden måde havde undgået døden. Lambert Simnell hævdede fra starten at være Richard, før han ændrede sin historie og hævdede at være Edvard Plantagenet, 17. jarl af Warwick. Perkin Warbeck hævdede senere, at være Richard, da han var dukket op i Irland og kaldte sig for kong Richard 4.  Margaret af York, hertuginde af Burgund anerkendte formelt Warbeck som værende Richard. Margaret, der som søster til Richard 3. var Henrik 7.'s en uforsonlig fjende, havde tidlige anerkendt Simnel som Warwick. Warbeck blev også anerkendt som Richard af Jakob 4. af Skotland. Efter et mislykket forsøg på at invadere England blev Warbeck fanget. Han trak sin påstand om at være hertug Richard tilbage, blev fængslet og senere henrettet. Moderne historikere mener, at han var en bedrager, som blev støttet af folk der anvendte hans påstand om at være Richard af politiske årsager.
Det faktum, at personer hævdede at være Richard, førte til 1700-tals forfatteren Horace Walpole til at mene, at Richard i virkeligheden havde undgået døden, og at Warbeck i virkeligheden var Richard, hertug af York, en mening der også er støttet af Malcolm Laing. Walpole trak senere sin mening tilbage og fastslog, at han nu mente, at prinserne var blevet myrdet af Richard 3. for at sikre sin magt over landet. I den seneste tid er teorien om, at Warbeck var hertug Richard, blevet accepteret af Annette Carson, en freelance skribent med en livslang interesse i Richard 3. Hun hævder, at Richard smuglede prinserne til udlandet til varetægt hos deres faster Margaret af York i Burgund, og at de voksede op under falske identiteter. Baldwins teori er, at ved at få dem fjernet fra offentligt skue og dermed undgå at de blev samlingspunkt for oppositionen, var Richard 3. ikke i stand til at bringe dem tilbage til hoffet for at gøre en ende på rygterne om deres mord uden at de atter blev en trussel.

## Betydning
Den politiske realitet skabt af prinsernes forsvinden, og hvad der snu skete med dem, er at de menes, at være blevet myrdet og at Richard 3 fik skylden for deres mord. Selvom han ikke havde været direkte ansvarlig for deres død, gjorde det, at han var ansvarlig for at have afsat dem og holdt dem under skarp bevogtning, ham ansvarlig for deres sikkerhed i samtidens øjne, og for den overbevisning om at de var blevet myrdet ham indirekte eller direkte skyldig. Som Pollard bemærker i støtte til sin konklusion om at Richard ikke ville have myrdet sine nevøer, "Det virker utroligt, at Richard nogensinde mente, at dræbe sine nevøer ville sikre hans position eller gøre ham mere acceptabel for sine undersåtter." Et tidligt oprør i september 1483, der forsøgte at styrte Richard og genindsætte Edvard 5. på tronen, blev ikke standset af rygterne om mordet på Edvard. I stedet flokkedes oprørerne omkring Henrik Tudor som en potentiel alternativ kandidat. Horrox finder Tudor "et utænkeligt valg, hvis Edvard 5. og hans bror stadig mentes at være i live." Anthony Cheetham, der anser Richard som prinsernes mest sandsynlige morder, bemærker, at det var "en kolossal bommert. Intet andet kunne have fået den nedbrudte Woodville-familie til at slutte sig til Henrik Tudors sag." Det faktum, at størstedelen af oprørerne var rige og magtfulde stormand fra det sydlige Enland, loyale over for Edvard 4, tyder på en vis modvilje mod Richards tilraning af tronen. Deres vilje til at kæmpe for en usandsynlig alternativ kandidat til tronen tyder på, at de anså enhver anden at foretrække frem for Richard, på grund af hans tilraning af tronen og mord på hans nevøer.  Bennet mener, at måske kan de, der i starten havde støttet Richards magtovertagelse, have følt sig medskyldige i forbrydelsen, som han mente "kan have forklaret den bitterhed i de senere modbeskyldninger rettet mod ham". Hicks spekulerer om disse mænd kan være blevet "forfærdet af hans styres karakter...chokeret over Richards forbrydelser." Deres desertering svækkede Richard voldsomt, og han blev nødt til at pålægge sine stormænd i nord de vigtigste embeder i syd for at bevare freden, et i sig selv meget upopulært skridt, der yderlige svækkede hans popularitet. Med Pollards egne ord: "overbevisningen om at han havde myrdet sine nevøer, svækkede voldsomt Richards forsøg på at sikre den trone som han selv havde tilranet sig."

## I populærkulturen
Mysteriet om prinserne i Tower har resulteret i en række bestseller romaner som Josephine Teys 'Hvem myrdede prinserne' (The Daughter of Time) og fire romaner af Philippa Gregory i serien om Rosekrigene, og fortsætter med at tiltrække historikere og forfatters interesse

#### Skønlitteratur
- Elaine M. Alphin – Tournament of Time (1994)
- Valerie Anand – Crown of Roses
- Margaret Campbell Barnes – The Tudor Rose (1953)
- Emma Darwin – A Secret Alchemy (2009)
- Elizabeth George – "Jeg, Richard" (I, Richard)" (2002)
- Philippa Gregory
  - Den hvide dronning (The White Queen) (2009)
  - Den røde dronning (The Red Queen) (2010)
  - Kongemagerens datter (The Kingmaker's Daughter) (2012)
  - The White Princess (2013)
- Margaret Peterson Haddix
  - Found (2008)
  - Sent (2009)
- Rosemary Hawley Jarman – "We Speak No Treason" (1971)
- Sharon Kay Penman – The Sunne in Splendour (1982)
- Elizabeth Peters – The Murders of Richard III (1974)
- Anne Easter Smith
  - A Rose for the Crown (2008)
  - The Daughter of York (2008)
  - The King's Grace (2009)
  - Royal Mistress (2013)
- Jason Charles – The Claws of Time (2017)
- William Shakespeare – Richard den Tredje (ca. 1595)
- Josephine Tey – Hvem myrdede prinserne (The Daughter of Time) (1951)
- George R. R. Martin - Kongernes kamp (1998), hvor ligene af to unge drenge, som menes at være to prinser, bliver fundet hængt og brændt. Hans bogserie A Song of Ice and Fire er inspireret af Rosekrigene.

#### Faglitteratur
- Horace Walpole – Historic Doubts on the Life and Reign of Richard III (1768)
- Markham, Clements (1906). Richard III: His Life and Character.
- Audrey Williamson – The Mystery of the Princes (1978)
- Giles St. Aubyn – The Year of Three Kings, 1483 (Atheneum, 1983)
- A. J. Pollard – Richard III and the Princes in the Tower (1991)
- Alison Weir – The Princes in the Tower (1992)
- Bert Fields – Royal Blood: Richard III and the mystery of the princes (HarperCollins, 1998) (ISBN 0-06-039269-X)
- Josephine Wilkinson – The Princes in the Tower (2013)

### På tv
- Den første sæson af den britiske komedieserie Blackadder foregår i et alternativt historisk miljø, hvor prinserne i Tower har overlevet og blevet voksne. Prins Richard bliver konge som Richard 4. efter Richard 3.'s død i Slaget ved Bosworth. Edvard 5. er ikke med, og hans skæbne nævnes aldrig.
- En episode af den canadiske børnedokumentarserie Mystery Hunters behandler den uopklarede sag om de forsvundne prinser.
- I 1984 sendte den britiske tv-kanal Channel 4 den fire timer lange "proces"[92] (trial), hvor Richard 3. stod anklaget for mordet på prinserne. Som en reel rettergang blev mordsagen behandlet af rigtige advokater og en jury bestående af almindelige borgere. Det var op til anklagemyndigheden at bevise Richards skyld. Juryen dom faldt til den anklagedes fordel.
- I 2005 producerede den britiske tv-kanal Channel 4 dramaet Prinserne i Tower om forhøret af Perkin Warbeck, hvor Warbeck nær ved overbeviser Henrik 7. om, at han i virkeligheden er Richard, hertug af York. Warbeck "husker", at Henriks mor Margaret Beaufort forgav hans bror efter, at Richard 3. havde ført ham i sikkerhed. Det lykkes for Warbeck, at gøre kong Henrik fjendtligt stemt over for hans mor og kone, der nu tror, at Warbeck er hendes forsvundne bror. Margaret viser derefter Warbeck to unge mænd i lænker, som hun præsenterer som de rigtige prinser, der i årevis har været lukket inde og blevet fuldstændig sindssyge. Hun tvinger Warbeck til at indrømme at han er en bedrager, og han bliver hængt. I den sidste scene over ses Margaret overvåge begravelsen af et stykke kongeligt klæde med to skeletter, mens Thomas Mores hemmelige beretning om begivenhederne bliver afsløret som kilden til hele historien.
- 2013 BBC TV-serien i ti afsnit Den hvide dronning (The White Queen) er en filmatisering af Philippa Gregorys romaner Den hvide dronning, Den røde dronning og Kongemagerens datter.
- 2017 Starz tv-serien The White Princess  er en filmatisering af Philippa Gregorys roman af samme navn, der omhandler prins Richards skæbne.